# Troldhede–Kolding–Vejen Jernbane
| Strecke Kolding–Troldhede |                      |                                                                 |                                                                 |
| Streckenlänge: | 95,5 km              |                                                                 |                                                                 |
| Spurweite: | 1435 mm (Normalspur) |                                                                 |                                                                 |
| |                      |                                                                 |                                                                 |
| \| \| \| Herning-Skjern Jernbane von Herning \| \| \| \| 0,0 \| Troldhede \| Troldhede \| \| \| \| Herning-Skjern Jernbane nach Skjern \| \| \| \| 3,5 \| Overby \| Overby \| \| \| 6.4 \| Sønder Felding \| Sønder Felding \| \| \| 9,2 \| Kærhede (Schmalspuranschluss 1942–1944) \| Kærhede (Schmalspuranschluss 1942–1944) \| \| \| 9,4 \| Kærhede \| Kærhede \| \| \| 11,6 \| Sandet (Torfbahnanschluss 600 mm, 1918–1945, später Haltepunkt) \| Sandet (Torfbahnanschluss 600 mm, 1918–1945, später Haltepunkt) \| \| \| 14,2 \| Stakroge (Torfbahnanschluss 700 mm ab 1918) \| Stakroge (Torfbahnanschluss 700 mm ab 1918) \| \| \| 16,5 \| Skærsig \| Skærsig \| \| \| \| Bahnstrecke Sdr. Omme–Ølgod–Lunde von Ølgod (geplant) \| \| \| \| 20,9 \| Sønder Omme \| Sønder Omme \| \| \| 21,9 \| Birkebæk \| Birkebæk \| \| \| 25,5 \| Hjortlund \| Hjortlund \| \| \| 26,1 \| Simmelbæk (ab 1919) \| Simmelbæk (ab 1919) \| \| \| \| Diagonalbanen nach Brande \| \| \| \| \| \| \| \| \| \| Varde-Grindsted Jernbane von Varde \| \| \| \| 30,7 \| Grindsted \| Grindsted \| \| \| \| Diagonalbanen nach Bramming (Museumsbahn) \| \| \| \| 35,3 \| Fugdal \| Fugdal \| \| \| 35,5 \| Rishøj/Fugdal (Torfbahnanschluss 700 mm 1918–1932) \| Rishøj/Fugdal (Torfbahnanschluss 700 mm 1918–1932) \| \| \| 38,5 \| Hejnsvig \| Hejnsvig \| \| \| 41,7 \| Lyngsminde \| Lyngsminde \| \| \| 43,1 \| Gilbjerg (1918–1927) \| Gilbjerg (1918–1927) \| \| \| 47,7 \| Vorbasse \| Vorbasse \| \| \| 49,7 \| Højmose \| Højmose \| \| \| 50,1 \| Højmose (Torfbahnanschluss) \| Højmose (Torfbahnanschluss) \| \| \| 50,5 \| Skødebjerg (1932–1939) \| Skødebjerg (1932–1939) \| \| \| 52,1 \| Fitting \| Fitting \| \| \| \| Industrieanschluss \| \| \| \| 55,2 \| Klebæk \| Klebæk \| \| \| 57,1 \| Bække \| Bække \| \| \| 60,1 \| Staushede \| Staushede \| \| \| 0,0 63,4 \| Gesten \| Gesten \| \| \| \| \| \| \| \| \| Esbjergmotorvejen \| \| \| \| 5,0 \| Gamst \| Gamst \| \| \| \| Bahnstrecke Lunderskov–Esbjerg von Lunderskov \| \| \| \| 9,6 \| Vejen \| Vejen \| \| \| \| Bahnstrecke Lunderskov–Esbjerg nach Esbjerg \| \| \| \| 65,0 \| Øster Gesten \| Øster Gesten \| \| \| 67,9 \| Veerst \| Veerst \| \| \| 70.5 \| Hundsholt \| Hundsholt \| \| \| 72,4 \| Jordrup \| Jordrup \| \| \| 74,9 \| Korsvang \| Korsvang \| \| \| 77,2 \| Ferup \| Ferup \| \| \| 79,9 \| Dybvadbro (ab 1. Februar 1968 Haltepunkt) \| Dybvadbro (ab 1. Februar 1968 Haltepunkt) \| \| \| \| Sønderjyske Motorvej \| \| \| \| 83,3 \| Bramdrupdam \| Bramdrupdam \| \| \| \| Kolding–Egtved Jernbane von Egtved \| \| \| \| \| Koldingskov (ab 1918, auch Bramdrupskov) \| \| \| \| \| \| \| \| \| \| \| \| \| \| 0 2,2 \| Kolding Nord \| Kolding Nord \| \| \| \| Bahnstrecke Fredericia–Flensburg von Fredericia \| \| \| \| 87,9 0,0 \| Kolding \| Kolding \| \| \| \| Bahnstrecke Fredericia–Flensburg nach Lunderskov \| \| \| \| \| \| \| \| Quellen: [1] \| \| \| \| |                      |                                                                 |                                                                 |
| Strecke |                      | Herning-Skjern Jernbane von Herning                             | Herning-Skjern Jernbane von Herning                             |
| Bahnhof | 0,0                  | Troldhede                                                       | Troldhede                                                       |
| Abzweig ehemals geradeaus und nach rechts |                      | Herning-Skjern Jernbane nach Skjern                             | Herning-Skjern Jernbane nach Skjern                             |
| Haltepunkt / Haltestelle (Strecke außer Betrieb) | 3,5                  | Overby                                                          | Overby                                                          |
| Bahnhof (Strecke außer Betrieb) | 6.4                  | Sønder Felding                                                  | Sønder Felding                                                  |
| Blockstelle (Strecke außer Betrieb) | 9,2                  | Kærhede (Schmalspuranschluss 1942–1944)                         | Kærhede (Schmalspuranschluss 1942–1944)                         |
| Haltepunkt / Haltestelle (Strecke außer Betrieb) | 9,4                  | Kærhede                                                         | Kærhede                                                         |
| Bahnhof (Strecke außer Betrieb) | 11,6                 | Sandet (Torfbahnanschluss 600 mm, 1918–1945, später Haltepunkt) | Sandet (Torfbahnanschluss 600 mm, 1918–1945, später Haltepunkt) |
| Bahnhof (Strecke außer Betrieb) | 14,2                 | Stakroge (Torfbahnanschluss 700 mm ab 1918)                     | Stakroge (Torfbahnanschluss 700 mm ab 1918)                     |
| Haltepunkt / Haltestelle (Strecke außer Betrieb) | 16,5                 | Skærsig                                                         | Skærsig                                                         |
| Abzweig geradeaus und von rechts (Strecke außer Betrieb) |                      | Bahnstrecke Sdr. Omme–Ølgod–Lunde von Ølgod (geplant)           | Bahnstrecke Sdr. Omme–Ølgod–Lunde von Ølgod (geplant)           |
| Bahnhof (Strecke außer Betrieb) | 20,9                 | Sønder Omme                                                     | Sønder Omme                                                     |
| Haltepunkt / Haltestelle (Strecke außer Betrieb) | 21,9                 | Birkebæk                                                        | Birkebæk                                                        |
| Haltepunkt / Haltestelle (Strecke außer Betrieb) | 25,5                 | Hjortlund                                                       | Hjortlund                                                       |
| Haltepunkt / Haltestelle (Strecke außer Betrieb) | 26,1                 | Simmelbæk (ab 1919)                                             | Simmelbæk (ab 1919)                                             |
| Strecke von links (außer Betrieb) · Kreuzung geradeaus oben (Strecken außer Betrieb) |                      | Diagonalbanen nach Brande                                       | Diagonalbanen nach Brande                                       |
| Strecke nach links (außer Betrieb) · Abzweig geradeaus und von rechts (Strecke außer Betrieb) |                      |                                                                 |                                                                 |
| Abzweig geradeaus und von rechts (Strecke außer Betrieb) |                      | Varde-Grindsted Jernbane von Varde                              | Varde-Grindsted Jernbane von Varde                              |
| Bahnhof (Strecke außer Betrieb) | 30,7                 | Grindsted                                                       | Grindsted                                                       |
| Abzweig geradeaus und nach rechts (Strecke außer Betrieb) |                      | Diagonalbanen nach Bramming (Museumsbahn)                       | Diagonalbanen nach Bramming (Museumsbahn)                       |
| Haltepunkt / Haltestelle (Strecke außer Betrieb) | 35,3                 | Fugdal                                                          | Fugdal                                                          |
| Blockstelle (Strecke außer Betrieb) | 35,5                 | Rishøj/Fugdal (Torfbahnanschluss 700 mm 1918–1932)              | Rishøj/Fugdal (Torfbahnanschluss 700 mm 1918–1932)              |
| Bahnhof (Strecke außer Betrieb) | 38,5                 | Hejnsvig                                                        | Hejnsvig                                                        |
| Haltepunkt / Haltestelle (Strecke außer Betrieb) | 41,7                 | Lyngsminde                                                      | Lyngsminde                                                      |
| Haltepunkt / Haltestelle (Strecke außer Betrieb) | 43,1                 | Gilbjerg (1918–1927)                                            | Gilbjerg (1918–1927)                                            |
| Bahnhof (Strecke außer Betrieb) | 47,7                 | Vorbasse                                                        | Vorbasse                                                        |
| Haltepunkt / Haltestelle (Strecke außer Betrieb) | 49,7                 | Højmose                                                         | Højmose                                                         |
| Blockstelle (Strecke außer Betrieb) | 50,1                 | Højmose (Torfbahnanschluss)                                     | Højmose (Torfbahnanschluss)                                     |
| Haltepunkt / Haltestelle (Strecke außer Betrieb) | 50,5                 | Skødebjerg (1932–1939)                                          | Skødebjerg (1932–1939)                                          |
| Bahnhof (Strecke außer Betrieb) | 52,1                 | Fitting                                                         | Fitting                                                         |
| Abzweig geradeaus und von rechts (Strecke außer Betrieb) |                      | Industrieanschluss                                              | Industrieanschluss                                              |
| Haltepunkt / Haltestelle (Strecke außer Betrieb) | 55,2                 | Klebæk                                                          | Klebæk                                                          |
| Bahnhof (Strecke außer Betrieb) | 57,1                 | Bække                                                           | Bække                                                           |
| Haltepunkt / Haltestelle (Strecke außer Betrieb) | 60,1                 | Staushede                                                       | Staushede                                                       |
| Bahnhof (Strecke außer Betrieb) | 0,0 63,4             | Gesten                                                          | Gesten                                                          |
| Strecke von links (außer Betrieb) · Abzweig nach links und nach rechts (Strecke außer Betrieb) · Strecke von rechts (außer Betrieb) |                      |                                                                 |                                                                 |
| Strecke (außer Betrieb) |                      | Esbjergmotorvejen                                               | Esbjergmotorvejen                                               |
| Bahnhof (Strecke außer Betrieb) · Strecke (außer Betrieb) | 5,0                  | Gamst                                                           | Gamst                                                           |
| Abzweig ehemals geradeaus und von links · Strecke (außer Betrieb) |                      | Bahnstrecke Lunderskov–Esbjerg von Lunderskov                   | Bahnstrecke Lunderskov–Esbjerg von Lunderskov                   |
| Bahnhof · Strecke (außer Betrieb) | 9,6                  | Vejen                                                           | Vejen                                                           |
| Strecke · Strecke (außer Betrieb) |                      | Bahnstrecke Lunderskov–Esbjerg nach Esbjerg                     | Bahnstrecke Lunderskov–Esbjerg nach Esbjerg                     |
| Haltepunkt / Haltestelle (Strecke außer Betrieb) | 65,0                 | Øster Gesten                                                    | Øster Gesten                                                    |
| Bahnhof (Strecke außer Betrieb) | 67,9                 | Veerst                                                          | Veerst                                                          |
| Haltepunkt / Haltestelle (Strecke außer Betrieb) | 70.5                 | Hundsholt                                                       | Hundsholt                                                       |
| Bahnhof (Strecke außer Betrieb) | 72,4                 | Jordrup                                                         | Jordrup                                                         |
| Bahnhof (Strecke außer Betrieb) | 74,9                 | Korsvang                                                        | Korsvang                                                        |
| Bahnhof (Strecke außer Betrieb) | 77,2                 | Ferup                                                           | Ferup                                                           |
| Bahnhof (Strecke außer Betrieb) | 79,9                 | Dybvadbro (ab 1. Februar 1968 Haltepunkt)                       | Dybvadbro (ab 1. Februar 1968 Haltepunkt)                       |
| |                      | Sønderjyske Motorvej                                            |                                                                 |
| Haltepunkt / Haltestelle (Strecke außer Betrieb) | 83,3                 | Bramdrupdam                                                     | Bramdrupdam                                                     |
| Strecke von links (außer Betrieb) · Kreuzung geradeaus unten (Strecken außer Betrieb) |                      | Kolding–Egtved Jernbane von Egtved                              | Kolding–Egtved Jernbane von Egtved                              |
| Strecke (außer Betrieb) · Haltepunkt / Haltestelle (Strecke außer Betrieb) |                      | Koldingskov (ab 1918, auch Bramdrupskov)                        | Koldingskov (ab 1918, auch Bramdrupskov)                        |
| Strecke von links (außer Betrieb) · Strecke nach rechts (außer Betrieb) · Strecke (außer Betrieb) |                      |                                                                 |                                                                 |
| Abzweig geradeaus und von links (Strecke außer Betrieb) · Strecke von rechts (außer Betrieb) · Strecke (außer Betrieb) |                      |                                                                 |                                                                 |
| Kopfbahnhof Streckenende (Strecke außer Betrieb) · Abzweig geradeaus und von links (Strecke außer Betrieb) · Strecke nach rechts (außer Betrieb) | 0 2,2                | Kolding Nord                                                    | Kolding Nord                                                    |
| Strecke nach links (außer Betrieb) · Abzweig von links und ehemals von rechts |                      | Bahnstrecke Fredericia–Flensburg von Fredericia                 | Bahnstrecke Fredericia–Flensburg von Fredericia                 |
| Bahnhof | 87,9 0,0             | Kolding                                                         | Kolding                                                         |
| Strecke |                      | Bahnstrecke Fredericia–Flensburg nach Lunderskov                | Bahnstrecke Fredericia–Flensburg nach Lunderskov                |
| |                      |                                                                 |                                                                 |
| Quellen: |                      |                                                                 |                                                                 |

Troldhede–Kolding–Vejen Jernbane (TKVJ) oder Troldhedebanen war eine dänische private Eisenbahngesellschaft. Die Strecke führte von Kolding nach Troldhede und besaß eine Zweiglinie zwischen Gesten und Vejen. Sie war die längste Privatbahn Dänemarks.

## Geschichte
Die Eisenbahnstrecke von Troldhede nach Kolding mit einer Zweigbahn nach Vejen war im umfangreichen Eisenbahngesetz vom 27. Mai 1908 (dänisch Jernbaneloven af 27. maj 1908) enthalten. Die Konzession für die Strecke wurde am 11. Juni 1913 erteilt. Der Bau erfolgte in der Zeit von 1913 bis 1917. Unter den Konzessionären waren die beiden Initiatoren, Maschinenfabrikant K. Konstantin Hansen aus Kolding und der Geschäftsmann und Politiker Johannes Lauridsen aus Vejen, der später Direktor der Nationalbank wurde.
Die Einweihung der Streckenteile Troldhede–Kolding mit 87,9 km und Gesten–Vejen mit 9,6 km Länge erfolgte am 25. August 1917.
Erster Betriebsleiter der Gesellschaft war Ingenieur P. H. Tarp, der von 1915 bis 1919 zudem Betriebsleiter bei Kolding Sydbaner und Kolding–Egtved Jernbane war. Architekt der Stationsgebäude war Robert V. Schmidt.
Die Strecke war im ersten Jahr sehr wirtschaftlich, aber von 1924 bis zum Zweiten Weltkrieg ging diese zurück. Während des Krieges nahmen die Umsätze wieder zu, da umfangreiche Braunkohle-Transporte durchzuführen waren.
Nach dem Krieg wurde die Wirtschaftslage wieder schlechter. Dies führte dazu, dass die Zweigstrecke zwischen Gesten und Vejen am 1. April 1951 eingestellt wurde. 1965 wollte die Gemeinde Lejrskov Sogn die Strecke nicht mehr enthalten. Da das Defizit nicht mehr gedeckt war, wurde die Troldhedebane am 31. März 1968 stillgelegt.

## Strecke und Fahrzeuge
Der Bahnhof Troldhede besaß einen einständigen Lokschuppen und eine Drehscheibe. Am Haltepunkt Kærhede, der ein Ladegleis besaß, schloss sich eine Schmalspurbahn an. Skjødebjerg besaß ebenfalls ein Ladegleis mit Rampe. Im Bahnhof Gesten existierte bis zur Stilllegung der Strecke nach Vejen ein zweiständiger Lokschuppen und eine Drehscheibe. Der Anschluss des Schuppens wurde 1951 abgebaut. In Vejen bestand ebenfalls ein Lokschuppen. Zwischen dem Haltepunkt Koldingskov und dem Bahnhof Kolding lag das Bahnbetriebswerk. In den vier Lokschuppen konnten 1942 insgesamt 13 Lokomotiven und Triebwagen untergestellt werden.
Im Laufe der Jahre besaß die Bahn insgesamt 15 Dampflokomotiven, die teilweise neu beschafft wurden. Davon ist die von Winterthur in der Schweiz 1916 gebaute Schlepptenderlok TVKJ 12 beim Sydjyllands Veterantog heute noch vorhanden.
Dazu wurden zwischen 1926 und 1952 Diesellokomotiven als Ersatz für Dampflokomotiven beschafft sowie der Fahrgastverkehr mit Triebwagen durchgeführt. Für den Güter- und Reiseverkehr standen zahlreiche Güter- und Reisezugwagen zur Verfügung. Bei der Stilllegung der Strecke wurden brauchbare Fahrzeuge an andere Eisenbahngesellschaften abgegeben.